# 전국증권시장개선법
전국증권시장개선법(National Securities Markets Improvement Act of 1996, NSMIA)는 미국연방증권법으로 자본시장에서 효율적인 자본조성을 위해 고안되었다. 주와 연방에서 증권관련 법안을 통합 효율화를 꽤하였고 블루스카이법을 많이 대체하였다.